# Hedwig Maier
Hedwig Maier (geborene Reimer; * 20. Januar 1905 in Berlin; † 4. Juli 2006 in Hamburg) war eine deutsche Juristin.

## Leben
Hedwig Maier wurde 1937 an der Universität Berlin promoviert. Sie war später bis zu ihrer Pensionierung Direktorin des Landgerichts Tübingen.
Ab 1947 war sie gemeinsam mit Achim Tobler Mitarbeiterin des von Gustav von Schmoller gegründeten „Instituts für Besatzungsfragen“, bei dem auch das „Handbuch des Besatzungsrechts“ herausgegeben wurde. Nach dem Wechsel von Schmollers in den Auswärtigen Dienst 1952 übernahmen Maier und Tobler die Leitung des Instituts.
Von 1969 bis 1979 gehörte sie dem internationalen Schiedsgericht in Koblenz an, das über völkerrechtliche Ansprüche gegen die Bundesrepublik Deutschland aus dem Ersten Weltkrieg, dem Young-Plan von 1929 sowie dem Londoner Schuldenabkommen von 1953 zu verhandeln hatte. Von 1959 bis 1970 war sie auch Mitglied der Freiwilligen Filmselbstkontrolle in Wiesbaden. 1975 trieb sie, unterstützt von Regierungspräsident Willi Birn und dessen Ehefrau Rut, in Tübingen den Bau des Professor-Rebel-Hauses, eines Studentenwohnheims im Studentendorf Waldhäuser Ost, voran.
Sie war mit dem 1945 in sowjetischer Kriegsgefangenschaft gestorbenen Juristen Georg Maier verheiratet. Ihr wurde 1985 die Verdienstmedaille des Landes Baden-Württemberg verliehen. Im Jahre 1990 wurde sie mit dem Verdienstkreuz 1. Klasse der Bundesrepublik Deutschland gewürdigt.

## Schriften
- Die SS und der 20. Juli 1944. In: Vierteljahrshefte für Zeitgeschichte 14, 1966, Heft 3, 299–316 (Digitalisat)
- Staatliche Einwirkungen auf Geldforderungen – Zugleich ein Beitrag zur Lehre von der Enteignung, 1937 (Dissertation)
- Deutscher und europäischer Föderalismus. Riederer-Verlag, Stuttgart 1948.
- Die Gleichberechtigung der Frau, Deutsche Richterzeitung 1950, 289 ff.
- Zusammen mit Gustav von Schmoller und Achim Tobler: Handbuch des Besatzungsrechts. Loseblattsammlung. Mohr, Tübingen 1951–1957.
- Empfiehlt es sich Gründe und Folgen der Ehescheidung neu zu regeln?, Gutachten zum 48. Dt. Juristentag, München 1970, ISBN 978-3-406-01576-2.
- (Mitautorin): Neues Jugendhilferecht. Jugendförderungsgesetz, Jugendhilfegesetz; 2 Teilentwürfe zur Neuregelung d. Jugendpflege u.d. Jugendfürsorge mit Begründung (= Schriften des Deutschen Juristinnenbundes, Bd. 1). Schweitzer, München 1985, ISBN 3-88709-116-7.
- Die Eroberung von Hirschau. Das Kriegsende in Tagebuchbriefen. Verlag Schwäbisches Tagblatt, Tübingen 1992, ISBN 3-928011-10-3.